# Bracharoa paupera
Bracharoa paupera är en fjärilsart som beskrevs av Erich Martin Hering 1926. Bracharoa paupera ingår i släktet Bracharoa och familjen tofsspinnare. Inga underarter finns listade i Catalogue of Life.